# Ernesto Zuluaga Ramírez
Ernesto Zuluaga Ramírez (Pereira, 18 de marzo de 1955) es un ingeniero y político colombiano, que se desempeñó como Gobernador de Risaralda entre 1990 y 1991. También se desempeñó como Alcalde de Pereira (1992-1994) y Senador Suplente de la República de Colombia (2002-2006).

## Biografía
Nació en Pereira, entonces parte del departamento de Caldas, en enero de 1952. Es ingeniero industrial de la Pontificia Universidad Javeriana.
Afiliado al Partido Liberal, ocupó múltiples cargos públicos como gerente del Fondo de Vivienda Popular de Pereira y director de la Corporación Autónoma Regional de Risaralda, antes de pasar al Concejo de Pereira.En las elecciones regionales de 1988 se presentó como candidato a la Alcaldía de Pereira, pero resultó derrotado por Jairo Arango Gaviria.
En septiembre de 1990 fue designado Gobernador de Risaralda por el presidente César Gaviria Trujillo. Durante su mandato se logró la desmovilización del Ejército Popular de Liberación en Risaralda. Renunció al cargo un año después, en septiembre de 1991, para lanzar por segunda ocasión su candidatura a la Alcaldía de Pereira. En las elecciones regionales de 1992 resultó elegido como Alcalde de Pereira con 33.263 votos, más de 30.000 votos de diferencia respecto al segundo candidato más votado.
En las elecciones legislativas de 2002 fue elegido con 55.087 votos como suplente al Senado de Colombia de María Isabel Mejía Marulanda.También sirvió como miembro de la Asamblea Departamental de Risaralda.